# Nadškofijska poletna palača, Bratislava
Poletna škofovska palača (slovaško Letný arcibiskupský palác, madžarsko érseki nyári palota) v Bratislavi je nekdanja rezidenca pozonskega (bratislavskega) nadškofa.
Palača je bila prvotno v 17. stoletju renesančni poletni sedež nadškofov v Esztergomu (ker je Esztergom leta 1543 zasedlo Osmansko cesarstvo, so imeli nadškofje sedež v Bratislavi). Baročni kipar Georg Rafael Donner je imel skoraj 10 let atelje na vrtu palače. V palači je zdaj Urad vlade Slovaške republike.

## Zgodovina
Ko so Turki začeli vdirati v Evropo, je ogrsko plemstvo začelo bežati v severne predele Ogrske (današnja Slovaška). Potem ko so Turki leta 1541 zavzeli Budim, je Pozsony (nem. Pressburg ali Preßburg) (od leta 1918 Bratislava) postalo glavno mesto Ogrske. Po zavzetju mesta Esztergom je bilo treba preseliti sedež esztergomskega nadškofa (najvišjega ogrskega cerkvenega uradnika tistega časa). Sprva je živel v stavbi svojih predhodnikov na mestu današnje Prvostolne palače v središču mesta. Stara gotska rezidenca pa kljub številnim prezidavam ni nudila udobja, ki ga je bil nadškof vajen. Kljub temu, da so Ogrsko zdesetkali Turki, je plemstvo začelo posnemati tujo navado gradnje poletnih dvorcev na podeželju.
Zemljišče za poletno škofovsko palačo, tik za drugim obročem mestne obrambe, je takrat veljalo za podeželje. V začetku 17. stoletja ga je pridobil nadškof Ferenc Forgách (ki je bil nadškof od 1607 do 1615) in tam uredil vrt. Poletna rezidenca je bila zgrajena verjetno leta 1614.
Nadškof György Lippay (ki je bil nadškof od leta 1642 do 1666) je dal vrt spremeniti v renesančni vrt, tako da ga je napolnil z eksotičnimi rastlinami in drevesi, fontanami, ki so uporabljale vodo iz gorskih izvirov, umetnimi jamami in velikim vodnim bazenom, kjer so včasih kopali konje. Mojstrovina vrta je bil vrtni paviljon s stenami, obdanimi z mozaikom, in potoki vode, ki tečejo skozi glasbilo, podobno orglam. Niti vrt niti paviljon tega časa nista ohranjena. Lippay je dal zgraditi novo rezidenco nekje v času svojega nadškofovskega službovanja.
Nadškof Imre Esterházy (ki je bil nadškof od 1725 do 1751) je dal vrt preurediti v baročnem slogu. Pod nadškofom Ferencom Barkóczyjem (ki je bil nadškof od 1761 do 1776) je bila zgrajena sedanja različica palače. Med letoma 1761 in 1765 je Barkóczy dal avstrijskemu arhitektu F. A. Hillebrandtu preurediti staro Lippayjevo stavbo v veliko baročno palačo. Dodana je bila tudi rokoko dekoracija, rokoko ograja in častno dvorišče.
V 19. stoletju so sedež estergomskih nadškofov preselili nazaj v Esztergom, ogrsko prestolnico pa v Budim. Po napoleonskih vojnah je v mestu ostala močna garnizija kraljevo-cesarske vojske. Poletno nadškofovsko palačo so preuredili v vojaško bolnišnico, njen vrt pa so uporabili kot vojaško vadišče. Kipi z vrta so bili prodani, zunanje stopnišče, ki je vodilo z vrta neposredno v dvorano v prvem nadstropju, pa je bilo porušeno. Dvorana je bila razdeljena na dve sobi, polni postelj za ranjence. Palača je do 1930-ih ostala vojaška bolnišnica. Po razpadu Češkoslovaške je novoustanovljena slovaška država potrebovala upravne in poslovne zgradbe v glavnem mestu za namestitev vlade in ministrstev. Poletna nadškofijska palača je bila izbrana za namestitev ministrstva za zunanje zadeve, v bližini pa naj bi zgradili celotno vladno četrt, vendar se ta načrt ni uresničil.
Projekt slovaškega arhitekta Emila Belluša iz leta 1940 do 1941 je bil izveden tako, da so z vrta odstranili vse stavbe in dodali dve krili palače, s čimer je nastala zgradba, ki jo vidimo danes. Belluš si je posel verjetno zagotovil s predhodnim delom na bližnji Grassalkovičevi palači.
Stavba palače je bila rekonstruirana za potrebe Ministrstva za zunanje zadeve. V 1940-ih je bil sedež tega ministrstva. Tudi notranjost Poletne nadškofovske palače je bila med to rekonstrukcijo nekoliko preoblikovana.
Do danes je večina kipov izgubljenih; kip sv. Janeza zdaj stoji na dvorišču Primasove palače, kipi atlantov pa so v mestu Kittsee. V notranjosti palače sta ohranjena le dva originalna dela - freska na stropu palačne kapele iz 18. stoletja in oltar. Danes je v obnovljeni palači z angleškim vrtom slovaška vlada.

## Vrtovi
Poletna škofovska palača in njen vrt sta nedostopna za javnost, razen nekaj ur v enem dnevu vsako leto v okviru programa Dnevi odprtih vrat. Dostop na ta dan je voden, ni vse dostopno in pride do gneče. Slovaški politiki in osrednji mediji jih obiskujejo vse leto, zlasti skoraj vsako sredo, ko se običajno sestane slovaška vlada.

## Dostop
Leta 2009 je bila palača odprta 5 ur in vodeni javni ogled je vključeval:
- Zrcalna dvorana (Zrkadlová sála)
- Rumena soba (Žltý salon)
- Zelena soba (Zelený salon)
- Rožnata soba (Ružový salon)
- Konferenčna soba podpredsednika vlade Slovaške republike
- Kapela urada vlade